# Hiroshi Aro
Hiroshi Aro (あろひろし - Aro Hiroshi), de son vrai nom Yoshihiro Tamogami (田母神慈宏) est un mangaka japonais, né le 15 mai 1959. 
Certaines de ses œuvres sont parues dans Shonen Jump.

## Liste (non exhaustive) de ses œuvres
- Futaba-Kun Change!
- Hunter Cats
- Morumo 1/10
- Pink House
- Yuu and Mii